# A Kylie Christmas (koncertsorozat)
Az A Kylie Christmas volt az ausztrál énekesnő Kylie Minogue karácsonyi koncertsorozata a londoni Royal Albert Hall-ban, mely a 2015-ben megjelent tizenharmadik stúdióalbumának, a Kylie Christmas-nek a népszerűsítését szolgálta támogatni. A műsort 2015. december 15-én tartották és két további koncertet adott 2016. december 9-én és december 10-én. Minogue többnyire a Kylie Christmas és annak bővített változatának a dalait adta elő néhány korábbi slágerével kiegészítve.

## Az előadott dalok listája
| 2015-ös műsor 1. "Overture" (Instrumentális bevezetés) 2. "It’s the Most Wonderful Time of the Year" 3. "I’m Gonna Be Warm This Winter" 4. "Santa Claus Is Coming to Town" 5. "Oh Santa" 6. "Christmas Wrapping" 7. "Wow" 8. "Winter Wonderland" 9. "Every Day’s Like Christmas" 10. "Can’t Get You Out of My Head" 11. "2000 Miles" (duett Chrissie Hynde-del) 12. "Christmas Isn’t Christmas ’Til You Get Here" 13. "On a Night Like This" 14. "100 Degrees" (duett Dannii Minogue-val) 15. "Spinning Around" 16. "Your Disco Needs You" 17. "Santa Baby" 18. "Let It Snow" 19. "The Twelve Days of Christmas" (Rögtönzött a közönséggel) 20. "The Loco-Motion" (The Abbey Road Sessions verzió) 21. "White Diamond Theme" (Közjáték) 22. "I Believe in You" (The Abbey Road Sessions verzió) 23. "Only You" 24. "Love at First Sight" 25. "All the Lovers" 26. "Celebration" Ráadás 1. "Especially for You" 2. "I Wish It Could Be Christmas Everyday" | 2016-os műsorok 1. "Overture" (Instrumentális bevezetés) 2. "It’s the Most Wonderful Time of the Year" 3. "Wonderful Christmastime" 4. "Santa Claus Is Coming to Town" 5. "Christmas Wrapping" 6. "At Christmas" 7. "Come into My World" 8. "Confide in Me" (duett John Grant-tel) 9. "The One" 10. "Better the Devil You Know" (duett Olly Alexander-rel) 11. "Celebration" 12. "Stay Another Day" 13. "Your Disco Needs You" (duett Katherine Jenkins-szel) 14. "100 Degrees" 15. "Spinning Around" 16. "Christmas Lights" 17. "The Locomotion" (Showgirl: The Homecoming Tour verzió) 18. "Let It Snow" 19. "Santa Baby" 20. "Can’t Get You Out of My Head" 21. "Night Fever" 22. "Everybody’s Free (To Feel Good)" 23. "Love at First Sight" 24. "All the Lovers" Ráadás 1. "Silent Night" 2. "Especially For You" 3. "I Wish It Could Be Christmas Everyday" |

## A turné állomásai
| Dátum              | Város  | Ország | Helyszín          |
| ------------------ | ------ | ------ | ----------------- |
| 2015. december 11. | London | Anglia | Royal Albert Hall |
| 2016. december 9.  | London | Anglia | Royal Albert Hall |
| 2016. december 10. | London | Anglia | Royal Albert Hall |

## A Kylie Christmas Live from the Royal Albert Hall 2015

### Háttér és kiadás
Az A Kylie Christmas Live from the Royal Albert Hall 2015 az ausztrál énekesnő Kylie Minogue tizenkettedik koncertfilmje. Ez a hozzátartozó koncertet tartalmazta, melyet a londoni Royal Albert Hall-ban rögzítettek a Sky Arts megbízásából.
A televíziós különkiadást először a Sky Arts-on adták 2015. december 17-én és aztán a Sky One-on is leadták karácsony napján. A film 2016. november 25-én jelent meg az iTunes-on és az Apple Music-on, mely egybeesett a Kylie Christmas: Snow Queen Edition megjelenésével.

### Számlista
|     | Cím                                         | Hossz |
| --- | ------------------------------------------- | ----- |
| 1.  | Overture                                    |       |
| 2.  | It’s the Most Wonderful Time of the Year    |       |
| 3.  | I’m Gonna Be Warm This Winter               |       |
| 4.  | Santa Claus Is Coming to Town               |       |
| 5.  | Christmas Wrapping                          |       |
| 6.  | Wow                                         |       |
| 7.  | Every Day’s Like Christmas                  |       |
| 8.  | Can’t Get You Out of My Head                |       |
| 9.  | 2000 Miles (duett Chrissie Hynde-del)       |       |
| 10. | Christmas Isn’t Christmas ’Til You Get Here |       |
| 11. | On a Night Like This                        |       |
| 12. | 100 Degrees (duett Dannii Minogue-val)      |       |
| 13. | Your Disco Needs You                        |       |
| 14. | Santa Baby                                  |       |
| 15. | Let It Snow                                 |       |
| 16. | The Locomotion                              |       |
| 17. | White Diamond Theme (Közjáték)              |       |
| 18. | I Believe in You                            |       |
| 19. | Only You                                    |       |
| 20. | All the Lovers                              |       |
| 21. | Celebration                                 |       |
| 22. | Especially For You                          |       |
| 23. | I Wish It Could Be Christmas Everyday       |       |

## Fordítás
- Ez a szócikk részben vagy egészben  az   A Kylie Christmas (concert series) című angol Wikipédia-szócikk ezen változatának fordításán alapul.  Az eredeti cikk szerkesztőit annak laptörténete sorolja fel. Ez a jelzés csupán a megfogalmazás eredetét és a szerzői jogokat jelzi, nem szolgál a cikkben szereplő információk forrásmegjelöléseként.